# Semiaphis nolitangere
Semiaphis nolitangere är en insektsart. Semiaphis nolitangere ingår i släktet Semiaphis och familjen långrörsbladlöss. Inga underarter finns listade i Catalogue of Life.